# Федин, Андрей Дмитриевич
Андрей Дмитриевич Федин (28 сентября 1970, Москва, СССР) — советский и российский футболист, играл на позиции полузащитника.

## Карьера
Воспитанник |московского «Торпедо». В 1986 году провёл 5 матчей за дубль «Торпедо», а в 1987 году провёл 1 матч в Кубке Федерации.
В 1988 году перешёл в московский «Локомотив». Дебютный матч в высшей лиге СССР сыграл 5 ноября 1988 года против «Днепра», заменив в ходе матча Дмитрия Горькова. Первый гол в высшей лиге забил 22 октября 1989 года в ворота «Арарата». Всего в составе железнодорожников провёл три сезона в советской высшей лиге, сыграв 33 матча и забив один гол, также провёл один сезон (1990, 15 матчей) в первой лиге. 10 апреля 1992 года в домашнем матче 3-го тура против ставропольского «Динамо», выйдя на замену на 70-й минуте встречи вместо Бориса Никитина, дебютировал в высшей лиге России. За полтора сезона провёл в чемпионате России в составе «красно-зелёных» 18 матчей и забил один гол.
В 1993 году перешёл в «Интеррос». В 1995 году играл за «Шинник». В 1996 году играл за любительский клуб «Локомотив-Перово». В том же сезоне перешёл в тульский «Арсенал». В 1998 году вернулся в «Локомотив», однако играл за фарм-клуб. Завершил карьеру в 2000 году в клубе «Спартак-Чукотка».